# Брагадин, Маркантонио (кардинал)
Маркантонио Брагадин (итал. Marcantonio Bragadin; 1590/1593, Венеция, Венецианская республика — 28 марта 1658, Рим, Папская область) — итальянский куриальный кардинал и доктор обоих прав. Епископ Кремы с 3 декабря 1629 по 12 января 1633. Епископ Ченеды с 12 января 1633 по 3 октября 1639. Епископ Виченцы с 3 октября 1639 по 14 июня 1655. Камерленго Священной Коллегии кардиналов с 10 января 1650 по 9 января 1651. Кардинал-священник с 16 декабря 1641, с титулом церкви Санти-Нерео-эд-Акиллео с 26 мая 1642 по 19 ноября 1646. Кардинал-священник с титулом церкви Сан-Марко с 19 ноября 1646 по 28 марта 1658.